# Oulunkylä

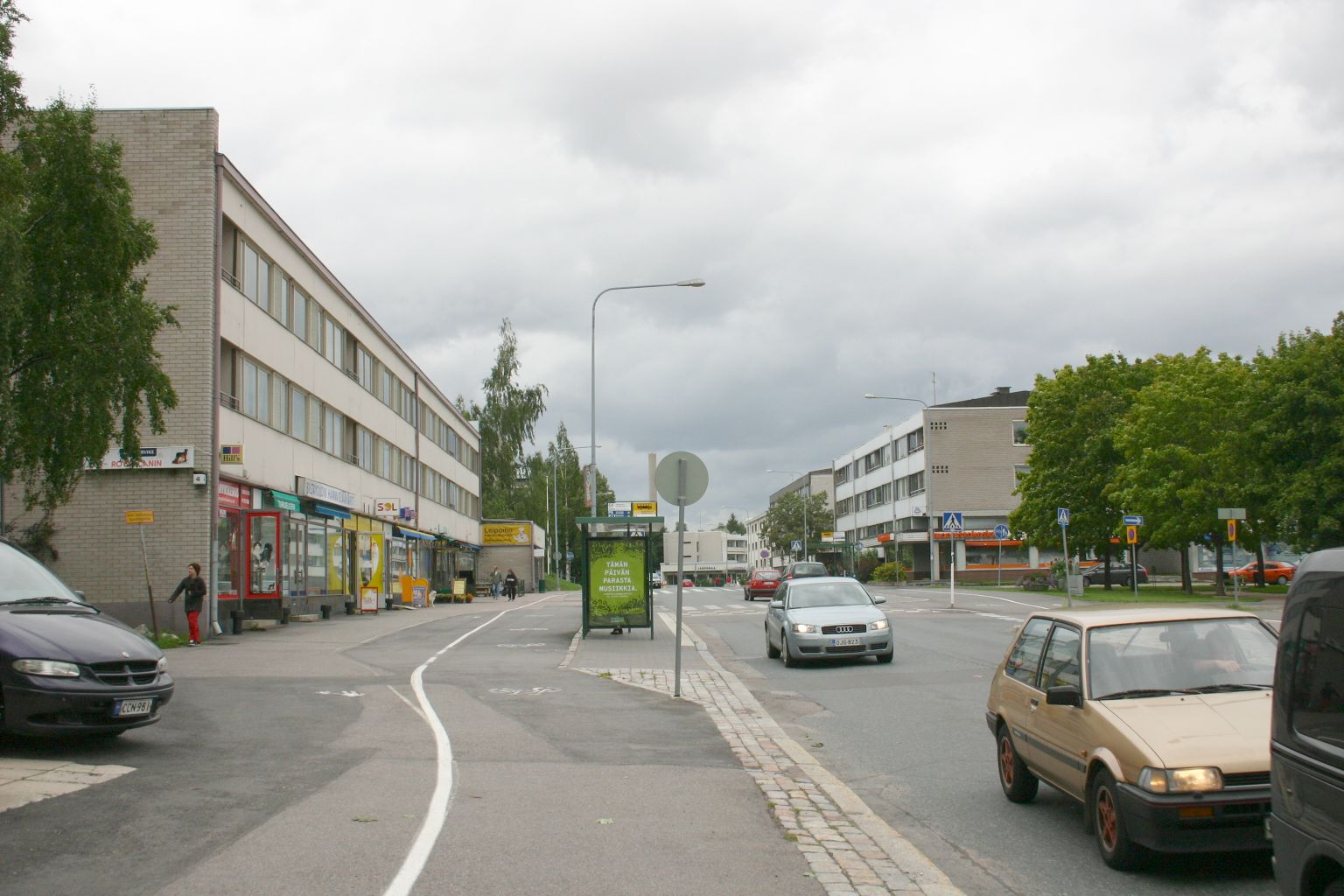
Siltavoudintie

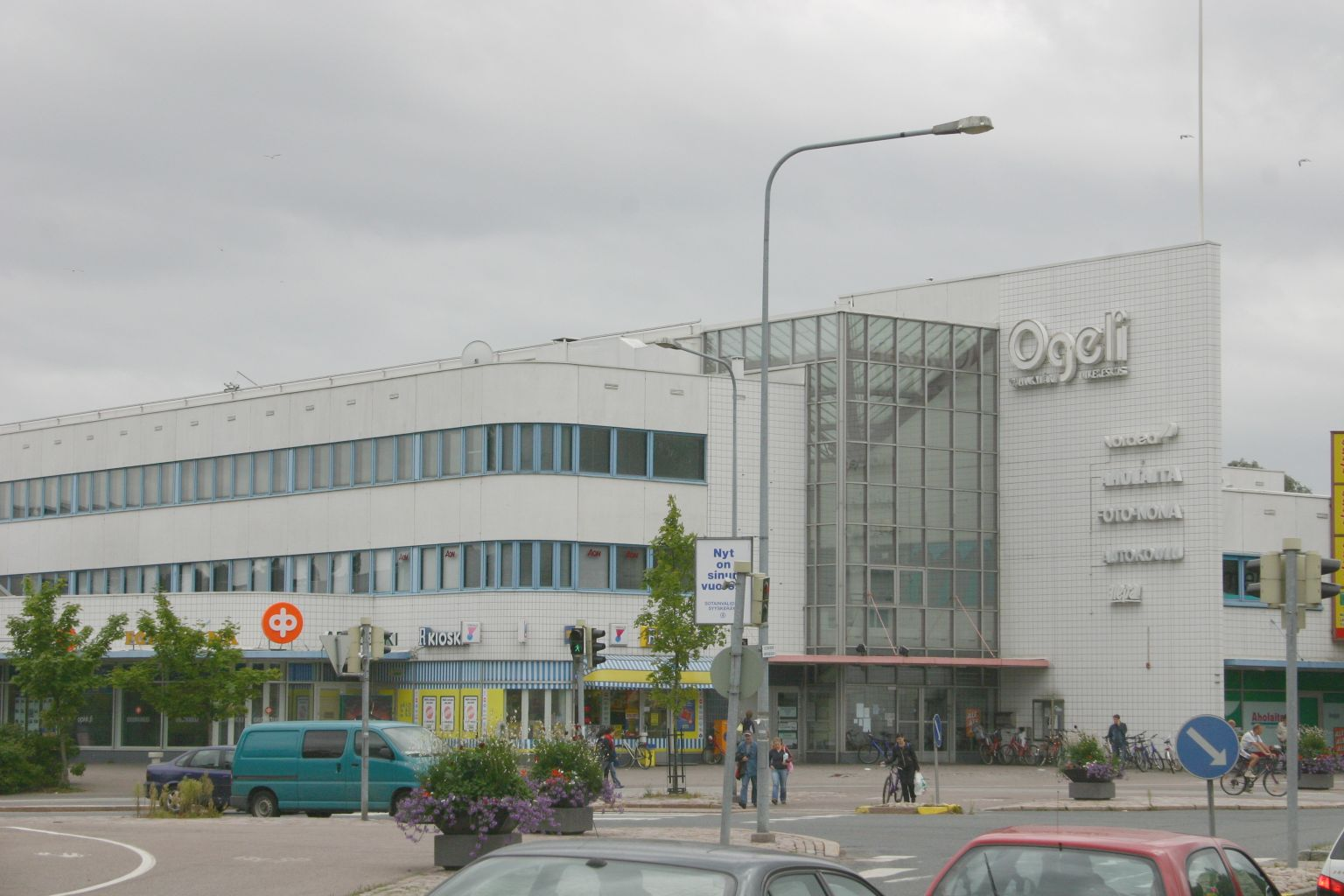
Winkelcentrum Ogeli

Oulunkylä (Zweedse naam: Åggelby, slang: Ogeli of Oglu) is een wijk in Noord-Helsinki. Oulunkylä ligt aan de spoorlijn, 6 kilometer ten noorden van het centrum van Helsinki. Het grenst aan de wijken Käpylä, Itä-Pakila, Pukinmäki en Koskela.
Oulunkylä wordt in ieder geval vanaf de dertiende eeuw bewoond. In 1946 werd het een deel van Helsinki.
Oulunkylä wordt onderverdeeld in drie deelwijken: Patola, Veräjämäki en Veräjälaakso. Tot in de jaren vijftig bestond de bebouwing voornamelijk uit houten villa's. Een deel daarvan was hierheen verplaatst vanuit Terijoki. In de jaren vijftig werd begonnen met de bouw van flats in de buurt van het station van Oulunkylä.
Er is een kunstijsbaan voor langebaanschaatsen en bandy in Oulunkylä (ijsbaan).

## Openbaar vervoer

### Trein
De lokale treinen I, K, N en T stoppen op het station van Oulunkylä.

### Bus
Vervoersbedrijven HKL en YTV
- 52 (Vanhakaupunki - Oulunkylä - Munkkiniemi)
- 52A (Malmi - Oulunkylä - Munkkiniemi)
- 52V (Viikki - Oulunkylä - Munkkiniemi)
- 54B (Itäkeskus - Malmi - Maunula - Pitäjänmäki)
- 64 (Rautatientori - Itä-Pakila)
- 64N (Rautatientori - Käpylä - Itä-Pakila) (nachtbus)
- 65A (Lauttasaari - Rautatientori - Oulunkylä (Veräjälaakso))
- 65B (Rautatientori - Oulunkylä (Veräjälaakso))
- 65N (Rautatientori - Oulunkylä (Veräjälaakso))
- 69 (Elielinaukio - Patola - Malmi)
- 72 (Rautatientori - Pukinmäki - Tapanila)
- 512 ( Malmi - Leppävaara)
- 512A (Malmi - Westendinasema)
- 550 (Itäkeskus - Oulunkylä - Westendinasema)
- 06N (Rautatientori - Siltamäki) (nachtbus)
- 09N (Rautatientori - Torpparinmäki) (nachtbus)
- P8 (Maunula - Malmi)
- P17 (Pakila - Oulunkylä)

## Beroemdheden uit Oulunkylä
- Tapio Rautavaara, zanger wiens standbeeld staat op Oulunkylän tori.
- Ville Valo, zanger en songwriter van de band HIM